# Kommissionen Santer
Kommissionen Santer var den EU-kommission som var i tjänst mellan den 23 januari 1995 och den 15 mars 1999. Den bestod av en ordförande, Jacques Santer, och nitton övriga kommissionärer. Santer-kommissionen tvingades att avgå efter korruptionsanklagelser framförda av Paul van Buitenen och fullföljde således inte sitt uppdrag under den femårsperiod som kommissionen var utsedd till att vara i tjänst. Istället efterträddes den av interimskommissionen Marín och därefter av kommissionen Prodi.

## Utnämning
Stats- eller regeringscheferna för Europeiska unionens medlemsstater enades den 15 juli 1994 om att föreslå Jacques Santer till ny kommissionsordförande. Det formella beslutet fattades den 26 juli 1994. Europaparlamentet gav sitt godkännande till förslaget till ny kommission den 18 januari 1995, och kommissionen utsågs den 23 januari 1995.

## Kommissionärer
| Ordförande                                                                                 |  | Jacques Santer          | Konservativ | Luxemburg      |  |  |  |
| Utrikesrelationer samt vice ordförande                                                     |  | Leon Brittan            | Konservativ | Storbritannien |  |  |  |
| Relationer med södra Medelhavsregionen, Latinamerika och Mellanöstern samt vice ordförande |  | Manuel Marín            | Socialist   | Spanien        |  |  |  |
| Inre marknaden                                                                             |  | Mario Monti             | Oberoende   | Italien        |  |  |  |
| Jordbruk                                                                                   |  | Franz Fischler          | Konservativ | Österrike      |  |  |  |
| Konkurrens                                                                                 |  | Karel Van Miert         | Socialist   | Belgien        |  |  |  |
| Ekonomiska och finansiära frågor                                                           |  | Yves-Thibault de Silguy | Oberoende   | Frankrike      |  |  |  |
| Arbets- och socialfrågor                                                                   |  | Pádraig Flynn           | Konservativ | Irland         |  |  |  |
| Konsumentfrågor, konsumentskydd och fiske                                                  |  | Emma Bonino             | Liberal     | Italien        |  |  |  |
| Miljö                                                                                      |  | Ritt Bjerregaard        | Socialist   | Danmark        |  |  |  |
| Industri- och IT-frågor                                                                    |  | Martin Bangemann        | Liberal     | Tyskland       |  |  |  |
| Transport                                                                                  |  | Neil Kinnock            | Socialist   | Storbritannien |  |  |  |
| Energi och turism                                                                          |  | Christos Papoutsis      | Socialist   | Grekland       |  |  |  |
| Migrations- och justitiefrågor                                                             |  | Anita Gradin            | Socialist   | Sverige        |  |  |  |
| Budget- och administrationsfrågor                                                          |  | Erkki Liikanen          | Socialist   | Finland        |  |  |  |
| Regionalpolitik                                                                            |  | Monika Wulf-Mathies     | Socialist   | Tyskland       |  |  |  |
| Forskning, vetenskap och teknologi                                                         |  | Édith Cresson           | Socialist   | Frankrike      |  |  |  |
| Relationer med öst- och centraleuropa, GUSP                                                |  | Hans van den Broek      | Konservativ | Nederländerna  |  |  |  |
| Relationer med Afrika, Karibien och Stilla havs-stater                                     |  | João de Deus Pinheiro   | Konservativ | Portugal       |  |  |  |
| Kultur och relationer med Europaparlamentet                                                |  | Marcelino Oreja         | Konservativ | Spanien        |  |  |  |
|                                                                                            |  |                         |             |                |  |  |  |

### Summering: Politisk tillhörighet
| politisk tillhörighet | antal kommissionärer |
| --------------------- | -------------------- |
| Konservativ           | 7                    |
| Liberal               | 2                    |
| Socialist             | 9                    |
| Oberoende             | 2                    |